# Lukas Hofer
Lukas Hofer (Brunico, 30 de septiembre de 1989) es un deportista italiano que compite en biatlón.
Participó en cuatro Juegos Olímpicos de Invierno, entre los años 2010 y 2022, obteniendo en total dos medallas, bronce en Sochi 2014 y bronce en Pyeongchang 2018, ambas en el relevo mixto.
Ganó cuatro medallas en el Campeonato Mundial de Biatlón, entre los años 2011 y 2020, y una medalla de bronce en el Campeonato Europeo de Biatlón de 2011.

## Palmarés internacional
| Juegos Olímpicos   | Juegos Olímpicos            | Juegos Olímpicos  | Juegos Olímpicos        |
| Año                | Lugar                       | Medalla           | Prueba                  |
| ------------------ | --------------------------- | ----------------- | ----------------------- |
| 2014               | Sochi (Rusia)               | Medalla de bronce | Relevo mixto            |
| 2018               | Pyeongchang (Corea del Sur) | Medalla de bronce | Relevo mixto            |
| Campeonato Mundial |                             |                   |                         |
| Año                | Lugar                       | Medalla           | Prueba                  |
| 2011               | Janty-Mansisk (Rusia)       | Medalla de plata  | Salida en grupo         |
| 2019               | Östersund (Suecia)          | Medalla de plata  | Relevo mixto individual |
| 2019               | Östersund (Suecia)          | Medalla de bronce | Relevo mixto            |
| 2020               | Anterselva (Italia)         | Medalla de plata  | Relevo mixto            |
| Campeonato Europeo |                             |                   |                         |
| Año                | Lugar                       | Medalla           | Prueba                  |
| 2011               | Val Ridanna (Italia)        | Medalla de bronce | Velocidad               |